# Coup d’etat Math
Coup d’etat Math (franz. ungefähr „mathematischer Staatsstreich“) ist ein Kurzfilm von Sai Selvarajan, der nach der Absage des South by Southwest Film Festivals ab Ende März 2020 vom Independentfilmverleih Oscilloscope Laboratories und dem Technikunternehmen Mailchimp auf deren Plattform zur Verfügung gestellt wurde.

## Inhalt
Nach dem Ausfüllen des Online-Eingabeformulars Applicstion to Register Permanent Residence or Adjust Status des Departments of Homeland Security erzählen vier Frauen ihre ganz persönliche Fluchtgeschichte. 
Eine Frau erzählt von den Umständen ihrer eigenen Geburt und wie ihr Vater ihre Mutter am Tag der Geburt ins Krankenhaus fuhr. Eine andere Frau berichtet von einem Flüchtlingscamp und davon, wie sie mit einem Schiff das Land verlassen haben und wie ihr ihre Körpergröße half, die Hände der Retter zu ergreifen. Die dritte Frau erzählt in einer kurzen Sequenz von der Tischtenniskarriere ihrer tamilischen Mutter. Auf Spanisch erzählt die vierte Frau, wie sie ihre 6-jährige Tochter Nadia allein in ihrer Wohnung zurückgelassen hatte, weil sie arbeiten musste, unter anderem, um den Anwalt bezahlen zu können, der ihr Immigrationsverfahren begleitete. Sie habe ihrer Tochter die Regel eingebläut, niemandem die Tür zu öffnen, wenn sie alleine in der Wohnung ist. Diese Regel habe Nadia auch befolgt, als ein Feuerwehrmann von Tür zu Tür ging, um die Menschen auf das Feuer aufmerksam zu machen und sie bat, unverzüglich das Gebäude zu verlassen.

## Produktion
Regie führte Sai Selvarajan, der auch das Drehbuch schrieb. Selvarajan wurde in Sri Lanka geboren, wuchs in Nigeria auf und zog nach einem kurzen Aufenthalt in Großbritannien im Alter von neun Jahren nach Dallas, Texas. Er absolvierte 2001 die University of Texas in Arlington mit einem Abschluss in Film- und Grafikdesign.
Coup d'etat Math wurde konzipiert, kurz nachdem die Trump-Administration ein sogenanntes „muslimisches Verbot“ angekündigt hatte. Angesichts der zunehmenden Dämonisierung von Einwanderern wusste Selvarajan, dass es der richtige Moment war, seine Geschichte und auch die von anderen zu erzählen, die Reise der Menschen beschreiben. Der titelgebende, französische „Coup d’État“ steht für einen Putsch oder Staatsstreich, eine meist gewaltsame und überraschende Aktion von Angehörigen des Militärs oder paramilitärischer Organisationen und/oder einer Gruppe von Politikern mit dem Ziel, die Regierung zu stürzen und die Macht im Staat zu übernehmen.
Als Erzählerinnen, die aus verschiedenen Kulturen stammen, fungierten Sara Amini, Tyler Wetherall, Parimala Marpaka und Liliana Vargas.
Die im Film gezeigten Aquarellbilder und Zeichnungen stammen von Amanda Selvarajan, mit der der Regisseur auch am Kurzfilm Sugarless Tea zusammengearbeitet hatte. Die Illustrationen und Holzschnitte fertigte Olivia Saldivarjan.
Die Filmmusik komponierte Joey Kendall.
Nach der Absage des South by Southwest Film Festivals, wo der Film im März 2020 seine Premiere feiern sollte, stellten der Independentfilmverleih Oscilloscope Laboratories und das Technikunternehmen Mailchimp den Film 30 Tage lang kostenlos auf einer gemeinsamen Onlineplattform zur Verfügung. Hiernach können die Macher des Films entscheiden, ob sie ihn dort zwei weitere Jahre mit einer SVOD-Lizenz laufen lassen.

## Auszeichnungen
South by Southwest Film Festival 2020
- Special Jury-recognized in der Kategorie Texas Shorts (Sai Selvarajan)